# Ypthima megalomma
Ypthima megalomma är en fjärilsart som beskrevs av Butler 1874. Ypthima megalomma ingår i släktet Ypthima och familjen praktfjärilar. Inga underarter finns listade i Catalogue of Life.